# Eddie Parry
Edward William Parry jr., detto Eddie (Detroit, 29 gennaio 1918 – Clay, 23 febbraio 2016), è stato un cestista statunitense, professionista nella NBL.

## Carriera
Giocò per quattro stagioni nella NBL, disputando complessivamente 65 partite con 5,5 punti di media.